# George Blake (agente segreto)
George Blake, alla nascita George Behar (Rotterdam, 11 novembre 1922 – Mosca, 26 dicembre 2020), è stato un diplomatico e agente segreto britannico naturalizzato sovietico.
Divenne comunista e decise di lavorare per il KGB mentre era prigioniero durante la guerra di Corea. Scoperto nel 1961 e condannato a 42 anni di carcere, fuggì dalla prigione inglese di Wormwood Scrubs nel 1966 rifugiandosi in Unione Sovietica.

## Biografia
George Blake, il cui nome originario era George Behar, nacque in una famiglia cosmopolita: suo padre era un ebreo sefardita che aveva combattuto con il British Army durante la prima guerra mondiale e aveva la cittadinanza britannica, sua madre era un'olandese di religione protestante. Trascorse l'infanzia nei Paesi Bassi. Rimasto orfano di padre all'età di dodici anni, nel 1936 fu accolto al Cairo nella famiglia di una sorella del padre che aveva sposato Daniel Couriel, un ricco banchiere ebreo di nazionalità italiana. George Blake fu influenzato soprattutto da suo cugino Henri Curiel, che diverrà in seguito il fondatore del partito marxista egiziano MDLN e sarà assassinato a Parigi nel 1978; ma non sarebbe divenuto marxista a quell'epoca. Allo scoppio della seconda guerra mondiale (1º settembre 1939) Blake rimase bloccato nei Paesi Bassi, dove si trovava per le vacanze. Mentre sua madre e le sue due sorelle poterono rifugiarsi immediatamente in Gran Bretagna, lui rimase in clandestinità nei Paesi Bassi per due anni prendendo parte alla resistenza antinazista; poté raggiungere la Gran Bretagna alla fine del 1942 e fu arruolato nella Royal Navy come sottotenente. Nel 1943, sua madre decise di cambiare il cognome della famiglia da Behar a Blake.

### Attività di spionaggio

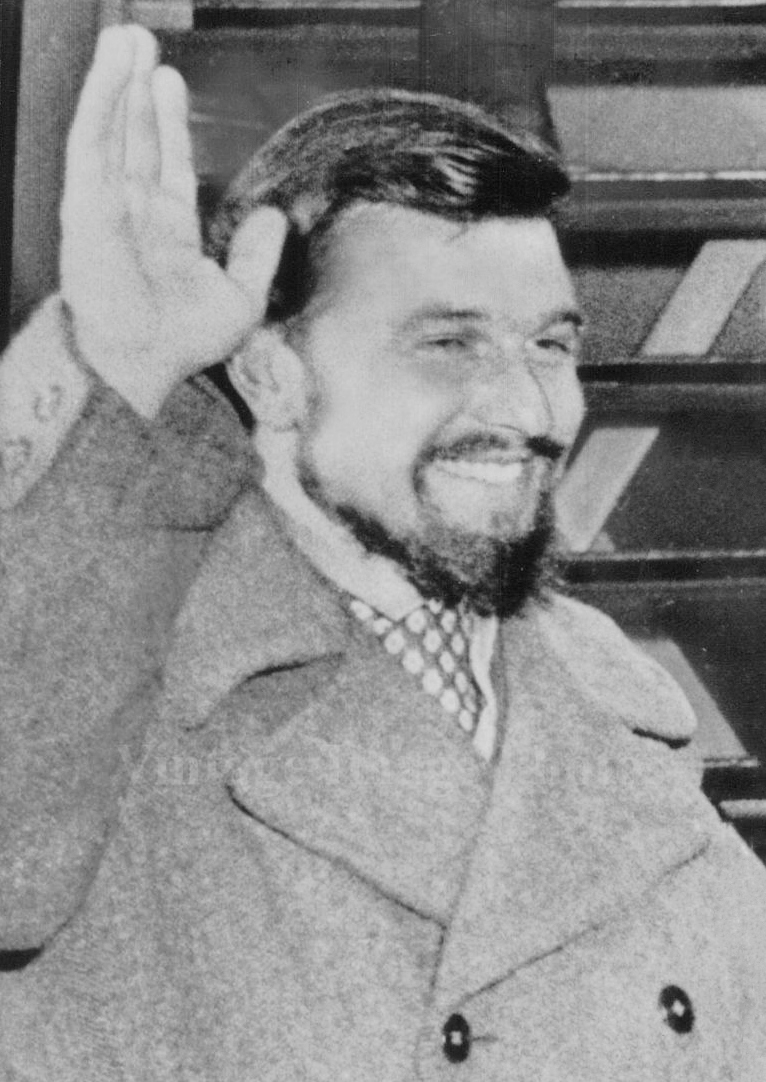
George Blake di ritorno dalla prigionia in Corea (1953)

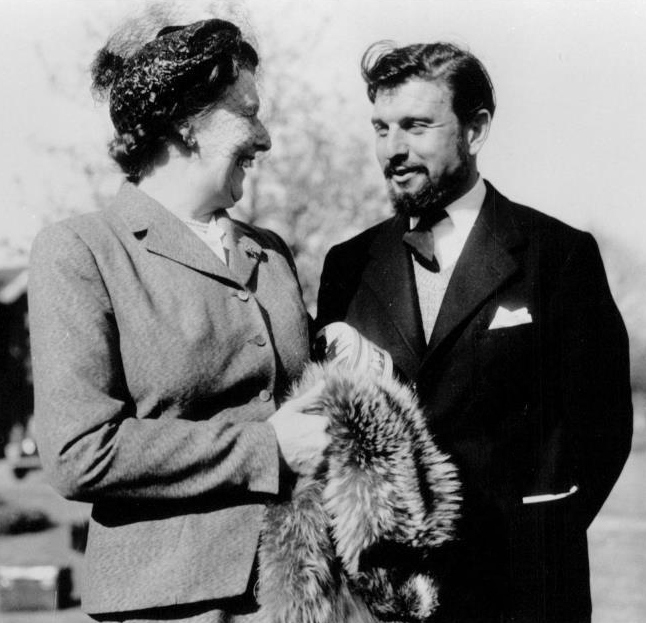
George Blake con sua madre (1953)

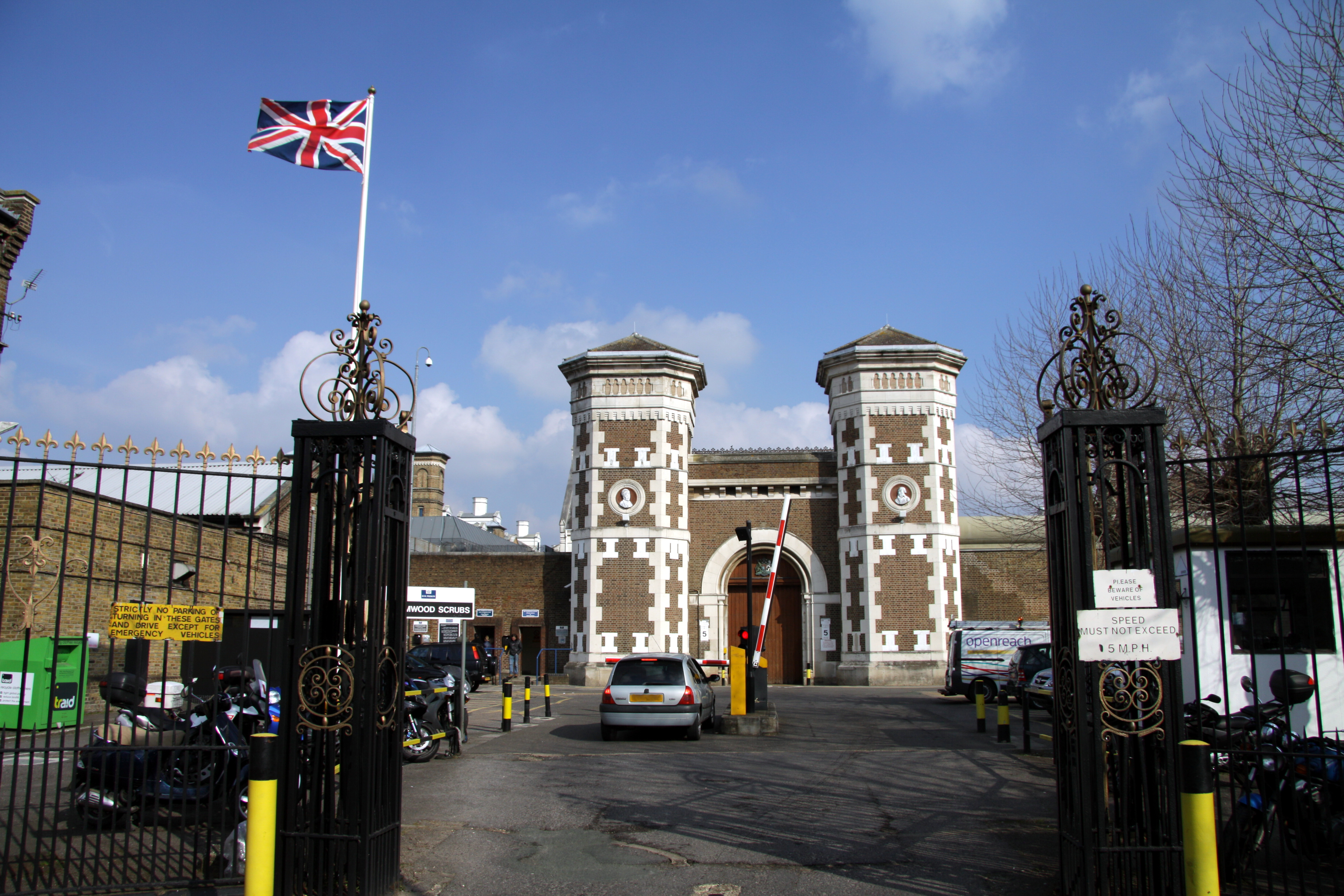
Prigione Wormwood Scrubs dalla quale Blake evase nel 1966

Nel 1944 Blake fu arruolato dal Secret Intelligence Service (MI6). Per il resto della guerra, Blake fu impiegato nella Sezione olandese. Voleva sposare una segretaria dell'MI6, Iris Peake, ma la famiglia di lei impedì il matrimonio a causa delle origini ebraiche di Blake e la relazione finì. Nel 1946 fu inviato ad Amburgo e messo a capo del gruppo che interrogava i comandanti degli U-boat tedeschi. Nel 1947, la Marina inviò Blake a studiare lingue, compreso il russo, al Downing College di Cambridge, dove aveva come collega studente anche il futuro analista di politica estera Michael MccGwire. Fu quindi inviato alla Legazione britannica presso Seul, Corea del Sud, sotto Vyvyan Holt, arrivando il 6 novembre 1948. Sotto copertura come viceconsole, la missione di Blake era quella di raccogliere informazioni sulla Corea del Nord comunista, la Cina e l'Estremo Oriente sovietico.
Nel giugno 1950 avvenne l'invasione della Corea del Sud da parte dell'esercito nordcoreano. Su mandato dell'ONU diciassette Stati, fra cui gli Stati Uniti e il Regno Unito, intervennero militarmente. Blake fu catturato dai nordcoreani e rimase prigioniero per tre anni (1950-53) dapprima a Pyongyang e poi in prossimità del fiume Yalu. Durante la prigionia divenne segretamente comunista. Rimpatriato nel 1953 e accolto in patria come un eroe, nell'ottobre del 1954 Blake sposò Gillian Allan, segretaria nell'MI6, l'agenzia di spionaggio per l'estero della Gran Bretagna. Nel 1955 Blake fu assegnato al governo militare britannico di Berlino Ovest col compito di reclutare ufficiali sovietici per l'Mi6; Blake pertanto ebbe accesso alle informazioni del servizio segreto britannico. Nel 1960 fu inviato in Libano, ufficialmente per imparare la lingua e la cultura araba al Middle East Centre for Arab Studies. Il suo ruolo di doppiogiochista fu scoperto in seguito alla defezione di Michael Goleniewski, ex spia dell'URSS. Arrestato nell'aprile del 1961, Blake ammise di essere un agente doppio dal 1953, di aver consegnato ogni documento importante di cui era entrato in suo possesso al suo contatto sovietico e aver tradito molti agenti britannici (almeno 42 secondo i suoi accusatori; oltre 600 secondo lo stesso Blake) rivelandone i nomi al KGB. Nel 1961 fu condannato a 42 anni di carcere (la pena massima per tradimento era 14 anni, ma il singolo reato fu suddiviso in più reati).

### Fuga dal carcere
Il 22 ottobre 1966 Blake riuscì a scappare avventurosamente dalla prigione Wormwood Scrubs assieme ad altri tre detenuti: l'irlandese Sean Bourke, che fu ritenuto in un primo tempo l'ideatore della fuga, e due attivisti antinucleari, Michael Randle e Pat Pottle, i quali rivelarono il loro ruolo nella fuga solo nel 1988 e affermarono di aver aiutato Blake perché ritenevano ingiusta la severa condanna inflittagli. La fuga ebbe grande risonanza, anche mediatica. Alfred Hitchcock si ispirò ad essa per il suo ultimo film, The Short Night, che tuttavia il regista non poté portare a termine per motivi di salute. Blake si rifugiò in Unione Sovietica, che raggiunse attraverso la Germania Est. Divorziò dalla moglie inglese, dalla quale aveva avuto tre figli. Iniziò una nuova vita in Unione Sovietica: risiedette a Mosca; lavorò all'Istituto degli Affari internazionali di Mosca come esperto mediorientale; sposò una cittadina sovietica, Ida, dalla quale ebbe il figlio Misha; fu insignito dell'Ordine di Lenin. Nel 1990 fu pubblicata la sua autobiografia, No Other Choice; dopo che il governo britannico di Margaret Thatcher sequestrò all'editore 90.000 sterline di diritti d'autore di Blake, questi fece ricorso alla Corte europea dei diritti dell'uomo e nel 2006 ricevette un compenso di 5.000 sterline. Nello stesso anno pubblicò un altro libro autobiografico, Transparent Walls. Alla fine del 2007, in occasione del suo ottantacinquesimo compleanno, Vladimir Putin gli concesse l'Ordine dell'Amicizia.
È morto a Mosca il 26 dicembre 2020 all'età di 98 anni. L'agenzia di stampa RIA Novosti ha riferito per la prima volta della morte di Blake, citando l'agenzia di intelligence straniera SVR della Russia: "Abbiamo ricevuto alcune notizie amare - il leggendario George Blake è morto". Il presidente russo Vladimir Putin, egli stesso un ex agente del KGB, ha espresso le sue "profonde condoglianze" alla famiglia e agli amici di Blake. In un messaggio pubblicato sul sito web del Cremlino, il leader russo ha sottolineato il "contributo inestimabile di Blake per garantire la parità strategica e mantenere la pace sul pianeta".